# Gull (förnamn)
Gull är en kortform av det fornsvenska kvinnonamnet Gunhild sammansatt av orden gunnr och hild som båda betyder strid. Det kan även vara ett yngre svenskt namn bildat av orden gull eller gullig. Det äldsta belägget för namnet i Sverige är från år 1893.
Gull finns också i sammansatta namn som Gull-Britt (äldsta belägg i Sverige: 1916) ,Gull-Maj (äldsta belägg i Sverige: 1934) och Gull-Marie (äldsta belägg i Sverige: 1914).
Den 31 december 2014 fanns det totalt 997 kvinnor folkbokförda i Sverige med namnet Gull, varav 524 bar det som tilltalsnamn.
Namnsdag: saknas (1986–1992: 6 november, 1993–2001: 28 augusti)

## Personer med namnet Gull
- Gull-Britt Jonasson, svensk företagare
- Gull Natorp, svensk skådespelare
- Gull-Maj Norin, svensk skådespelare
- Gull Wieselgren, svensk friidrottare
- Gull Åkerblom, svensk barnboksförfattare